# Get Carter
A Get Carter (eredeti cím: Get Carter) 2000-ben bemutatott amerikai akcióthriller Stephen Kay rendezésében. A főbb szerepekben Sylvester Stallone, Miranda Richardson, Rachael Leigh Cook, Alan Cumming, Mickey Rourke, John C. McGinley, Michael Caine és Rhona Mitra látható. A film Mike Hodges rendező 1971-es Öld meg Cartert! (eredeti címén Get Carter) c. filmjének feldolgozása, amelyben Caine a címszereplőt alakította.
Az Amerikai Egyesült Államokban 2000. október 6-án bemutatott film kritikai és anyagi szempontból is megbukott.

## Szereplők
| Szerep                | Színész            | Magyar hang        | Magyar hang            | Magyar hang        |
| Szerep                | Színész            | 1. szinkron (2000) | 2. szinkron (2011)     | 3. szinkron (2022) |
| --------------------- | ------------------ | ------------------ | ---------------------- | ------------------ |
| Jack Carter           | Sylvester Stallone | Gáti Oszkár        | Jakab Csaba            | Kálid Artúr        |
| Gloria Carter         | Miranda Richardson | Fehér Juli         | Balogh Anikó           | Orosz Helga        |
| Doreen Carter         | Rachael Leigh Cook | Kiss Virág         | Kelemen Kata           | Pekár Adrienn      |
| Jeremy Kinnear        | Alan Cumming       | Lippai László      | Joó Gábor              | Szatory Dávid      |
| Cyrus Paice           | Mickey Rourke      | Kőszegi Ákos       | Kőszegi Ákos           | Bognár Tamás       |
| Con McCarty           | John C. McGinley   | Sebestyén András   | Maday Gábor            | Moser Károly       |
| Cliff Brumby          | Michael Caine      | Kertész Péter      | Szersén Gyula          | Barbinek Péter     |
| Geraldine             | Rhona Mitra        | Horváth Lili       | Sallai Nóra            | Czető Zsanett      |
| Eddie                 | Johnny Strong      | Moser Károly       | Horváth-Töreki Gergely | Bergendi Áron      |
| Thorpey               | John Cassini       | Kardos Róbert      | Király Adrián          | Papucsek Vilmos    |
| Jim Davis             | Mark Boone Junior  | Kapácsy Miklós     | Kapácsy Miklós         |                    |
| Audrey                | Gretchen Mol       |                    | Major Melinda          |                    |
| Les Fletcher          | Garwin Sanford     | nem szólal meg     | nem szólal meg         | Fehér Péter        |
| Les Fletcher (hangja) | Tom Sizemore       | Kárpáti Levente    |                        |                    |
| Lány                  | Crystal Lowe       |                    |                        |                    |

## Fogadtatás

### Bevételi adatok
A film anyagi bukásnak bizonyult: a 63,6 millió amerikai dolláros költségvetés mellett csupán 19 412 993 dollár bevételt termelt (ebből 14 967 182 dollárt az Amerikai Egyesült Államokban).

### Kritikai visszhang
A filmet különösen rosszul fogadták a kritikusok, az eredeti film kigúnyolásának nevezték, a Rotten Tomatoes weboldalon 12%-ot kapott. A legtöbb rajongónak a film végkifejlete volt a legnagyobb csalódás, ami egyáltalán nem egyezett az eredeti filmmel. 2004-ben „Minden idők legrosszabb remake”-jének nevezte a Screen Select nevezetű cég.[forrás?]

### Arany Málna jelölések
A film nem kerülhette el az Arany Málna 2005-ben megtartott 21. díjkiosztóját sem. Jelölték a legrosszabb remake kategóriában, továbbá Sylvester Stallone is jelölést kapott, mint legrosszabb férfi főszereplő.

## Fordítás
- Ez a szócikk részben vagy egészben  a   Get Carter (2000 film) című angol Wikipédia-szócikk fordításán alapul.  Az eredeti cikk szerkesztőit annak laptörténete sorolja fel. Ez a jelzés csupán a megfogalmazás eredetét és a szerzői jogokat jelzi, nem szolgál a cikkben szereplő információk forrásmegjelöléseként.

## Kapcsolódó szócikk
- Öld meg Cartert!(wd) (Get Carter, 1971)